# Новая Заря (село, Свердловская область)
Новая Заря — село в Серовском районе Свердловской области России. Входит в Сосьвинский муниципальный округ.
Ранее населённый пункт имел статус посёлка железнодорожной станции и входил в состав Романовского сельсовета Серовского района.

## Географическое положение
Село Новая Заря расположено в 13 километрах к юго-востоку от посёлка Сосьва и в 74 километрах от города Серова. В селе расположена станция Новая Заря Свердловской железной дороги.
С 1 октября 2017 года согласно областному закону N 35-ОЗ статус изменён с посёлка железнодорожной станции на село.

## Население
| 2002 | 2010 |
| ---- | ---- |
| 0    | →0   |